# Gehörknöchelchen

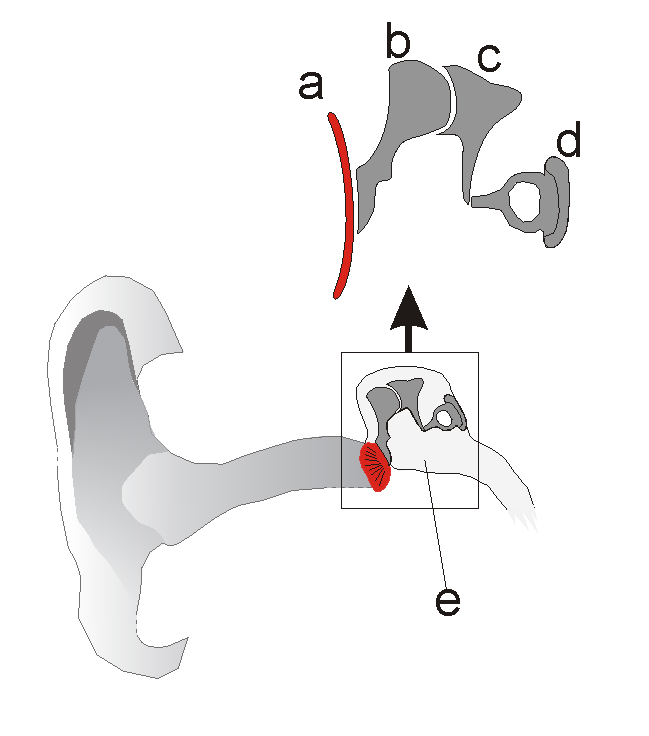
a Trommelfell (Membrana tympani) (rot)
b Hammer (Malleus)
c Amboss (Incus)
d Steigbügel (Stapes)
e Mittelohr (Auris media)

Die Gehörknöchelchen (lat. Ossicula auditūs, wörtlich „Knöchelchen des Gehörs“) sind kleine Knochen im Mittelohr der Wirbeltiere mit Ausnahme der Fische (Fischschädel), die mechanische Schwingungen auf das Innenohr weiterleiten. Die Gehörknöchelchen treten evolutionär erstmals bei Amphibien in Form eines einzelnen Knöchelchens auf, das als Säulchen (Columella) oder Steigbügel (Stapes) bezeichnet wird. Bei den Säugetieren kommen zwei weitere Gehörknöchelchen, Hammer (Malleus) und Amboss (Incus), hinzu.

## Anatomie

### Amphibien, Reptilien und Vögel
Bei den Knochenfischen (Osteichthyes) bilden die beiden Knochen Os quadratum und Os articulare das primäre Kiefergelenk. Das Os hyomandibulare hingegen verbindet das Os quadratum mit den Knochen des Schädeldachs. Auch bei den Reptilien bilden Os quadratum und Os articulare ein primäres Kiefergelenk, doch ist hier das Os quadratum direkt mit dem Schädeldach verbunden. Aus dem Os hyomandibulare wurde bei den Amphibien schon die Columella und damit zum Gehörknöchelchen. Dagegen ist bei den Säugetieren der Unterkiefer direkt über ein sekundäres Kiefergelenk mit dem Schläfenbein verbunden.
Der Steigbügel (Stapes), der bei Amphibien, Reptilien und Vögeln als Säulchen (Columella) bezeichnet wird, ist ein länglicher Knochenstab und mit seiner Basis (Basis columellae) im Vorhoffenster (Fenestra vestibuli; auch ovales Fenster, Fenestra ovalis), einer kleinen Öffnung zwischen Mittel- und Innenohr, verankert.
Das gegenüberliegende Ende der Columella besitzt drei knorplige Fortsätze, die Extracolumella (Cartilago extracolumellaris). Bei den Vögeln, den Amphibien und Reptilien mit einem Trommelfell ist die Extracolumella an diesem verankert. Bei Tieren mit nicht aus- bzw. zurückgebildeter Paukenhöhle und fehlendem Trommelfell (Schleichenlurche, Schwanzlurche, Europäische Schaufelfußkröten, Unken, Doppelschleichen und Schlangen) ist die Extracolumella (hier auch Plectrum genannt) am Schädel befestigt. Hier dient das Gehörknöchelchen nicht der Weiterleitung von Schallwellen, sondern von Bodenvibrationen, die über das Skelett auf das ovale Fenster übertragen werden.

### Säugetiere

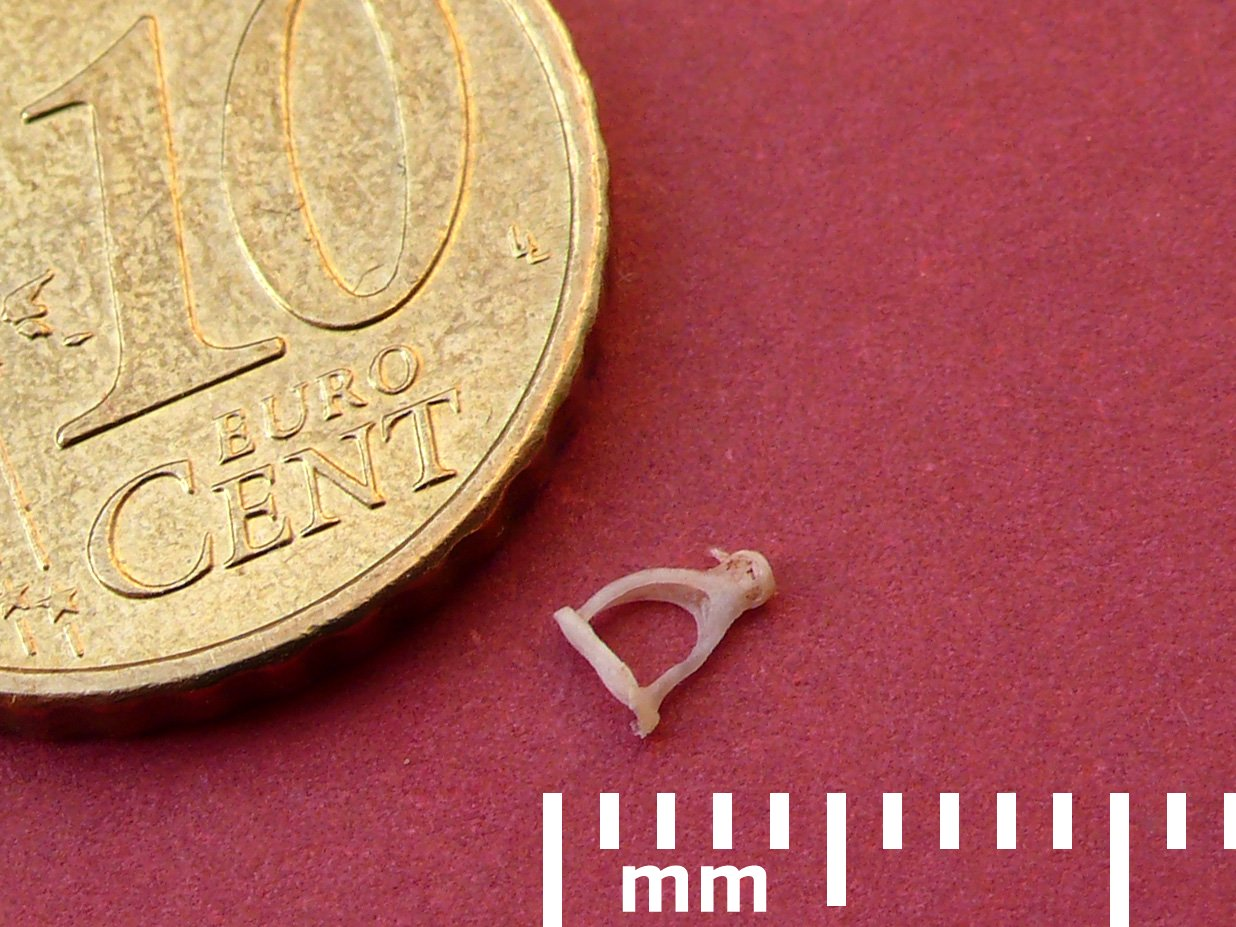
Größenvergleich eines menschlichen Steigbügels mit einer 10-Eurocent-Münze

Die Gehörknöchelchen sind die kleinsten Knochen eines Säugetieres. Der Hammer wiegt beim Menschen ca. 23 mg, der Amboss 27 mg und der Steigbügel ca. 2,5 mg. Die Gehörknöchelchen sind untereinander gelenkig verbunden, über einen Bandapparat in der Höhle des Mittelohrs befestigt und werden in ihrer Gesamtheit von der Schleimhaut des Mittelohrs überzogen.

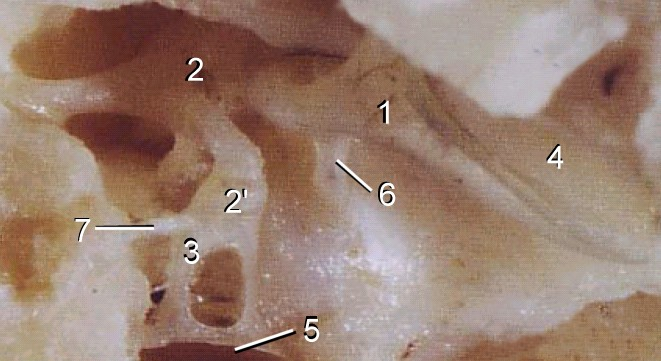
Eröffnete Paukenhöhle eines Rindes:
1 Hammer (Malleus)
2 Amboss (Incus)
2' Processus lenticularis (incudis)
3 Steigbügel (Stapes)
4 Trommelfell (Membrana tympani)
5 Vorhoffenster (Fenestra vestibuli oder Fenestra ovalis)
6 Musculus tensor tympani
7 Musculus stapedius

Der Hammer, der erste Knochen in der Kette der Gehörknöchelchen, ist mit seinem spatelförmigen Hammerstiel (Manubrium mallei) mit dem Trommelfell (Membrana tympani, Myrinx) verwachsen. An seinem Muskelfortsatz (Processus muscularis) ist die Endsehne des Trommelfellspanners (Musculus tensor tympani) befestigt. Der Kopf des Hammers (Caput mallei) steht mit dem Körper des Amboss (Corpus incudis) im Hammer-Amboss-Gelenk (Articulatio incudomallearis) in Verbindung.
Der Amboss trägt an seinem langen Schenkel (Crus longum) den Linsenbeinfortsatz (Processus lenticularis), welcher mit dem Steigbügelkopf (Caput stapedis) das Amboss-Steigbügel-Gelenk (Articulatio incudostapedia) bildet. Der Linsenbeinfortsatz ist nur durch einen kleinen Knochensteg und Bindegewebe mit dem Amboss verbunden, so dass er bei der Präparation häufig abbricht und ab Beginn des 17. Jahrhunderts nach dem Erstbeschreiber Franciscus Sylvius als eigenständiges Knöchelchen (Linsenbeinchen, Os lenticulare, Osselet de Sylvii) angesehen wurde. Zu Beginn des 20. Jahrhunderts wurde dem Linsenbeinchen der Status eines eigenständigen Knochens in der Humananatomie und Zoologie aberkannt und dieser Begriff aus der humananatomischen Nomenklatur gestrichen. In der veterinäranatomischen Nomenklatur hat sich dieser Begriff bis heute gehalten. Ein selbstständiges Linsenbeinchen kommt jedoch bei keinem Säugetier vor.
Am Steigbügelkopf setzt die Endsehne des Steigbügelmuskels (Musculus stapedius) an. Die Steigbügelplatte (Basis stapedis) ist über das Steigbügelringband (Ligamentum anulare stapedis) mit einer Bandhaft (Syndesmosis tympanostapedia) im ovalen Fenster der Felsenbeinpyramide verankert.

## Histologie
Histologisch zeigen die Gehörknöchelchen wesentliche Unterschiede zu den übrigen Knochen. In ihnen kommt nicht nur Lamellenknochen vor, sondern zusätzlich Geflechtknochen, Knorpel, verkalkter Knorpel, sogenannte Globuli ossei und Interglobularräume sowie der sogenannte Strähnenknochen.
Der Strähnenknochen ist eine embryonal gebildete Knochensubstanz, deren Kollagenfibrillen in allen Ebenen des Raumes verlaufen und sich dabei zu Strähnen, ähnlich denen des Haars, verflechten. Die Globuli ossei sind kugelförmige Ansammlungen von Knochensubstanz, an deren Rand Knorpelreste persistieren. Diese Knorpelreste verkalken und werden Interglobularräume genannt.

## Entwicklungsgeschichte

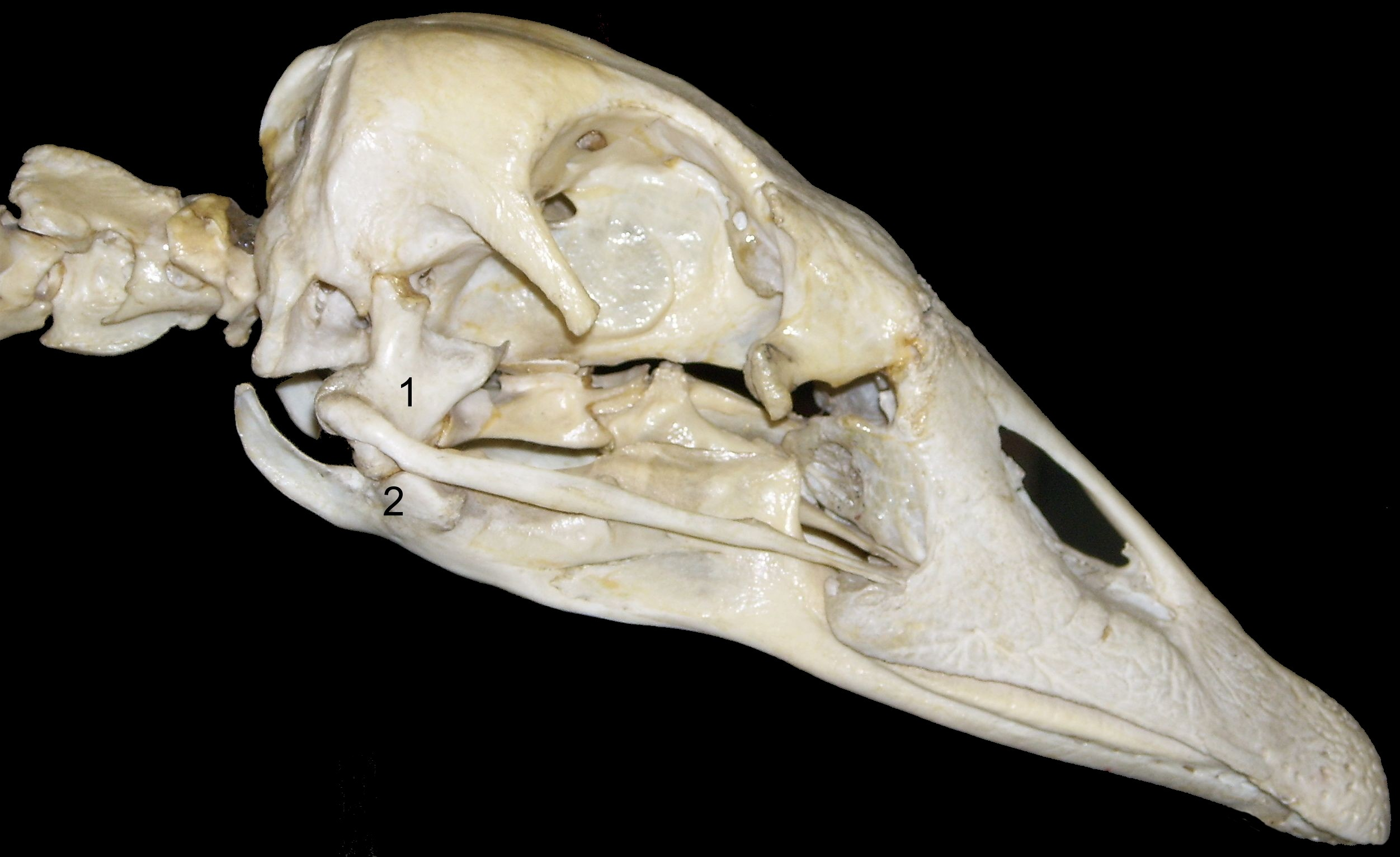
Primäres Kiefergelenk einer Hausgans:
1 Os quadratum
2 Os articulare

Das Ohr dient ursprünglich nicht der Schallwahrnehmung, sondern als Gleichgewichtsorgan. Die Columella ist bereits zu Beginn der Evolution der Landwirbeltiere bei frühen Amphibien zu finden. Bei Haien und Knochenfischen ist dieser Knochen als sogenanntes Hyomandibulare noch Bestandteil der Oberkieferaufhängung. Das Homologon zur Columella bei Säugetieren ist der Steigbügel, allerdings nur der innenohrseitige Teil der Columella, da sich die Extracolumella bei Säugetieren zurückgebildet hat. Die beiden anderen Knöchelchen wurden fossil zuerst bei der Säugetierart Hadrocodium wui aus dem Erdzeitalter des Jura nachgewiesen. Bei den anderen Wirbeltieren bilden sie als Articulare und Quadratum noch das (primäre) Kiefergelenk, welches bei den Säugetieren während der fetalen Entwicklung durch ein an anderer Stelle entstehendes, sekundäres Kiefergelenk ersetzt wird. Zwei der Exklusivmerkmale der Säugetiere betreffen die Gehörknöchelchen: Nur bei Vertretern dieser Klasse sind drei Gehörknöchelchen ausgebildet und nur bei diesen hat der Steigbügel eine steigbügelartige Form.
Die zurzeit immer noch von den meisten Wissenschaftlern anerkannte Reichert-Gauppsche Theorie wurde zunächst anhand der Lagebeziehungen der Gehörknöchelchen zu den Nerven des Mittelohrs aufgestellt. Sie geht von einer Einbeziehung der Knochen des primären Kiefergelenkes in die Gehörknöchelchenkette aus, welches wiederum aus den Knorpeln des ersten und zweiten Kiemenbogens entsteht.
Der Hammer entsteht beim Embryo aus den drei Knochen Articulare, Angulare und Goniale des Mandibularbogens. Das Os articulare bildet den Hauptteil des Hammers, das Os goniale seinen Processus rostralis. Die Verbindung zum Os angulare, welches sich später zum Tympanicum entwickelt, löst sich, so dass die Gehörknöchelchenkette frei schwingen kann. Der Hammer beginnt beim menschlichen Fötus im 4. Monat aus einem einzelnen Ossifikationszentrum heraus zu verknöchern, im 7. Monat ist die Verknöcherung dann nahezu vollständig abgeschlossen.
Der Amboss entsteht nach der Reichert-Gauppschen Theorie ebenso vollständig aus dem ersten Kiemenbogen (Mandibularbogen, Meckelscher Knorpel), wobei bis heute nicht sicher geklärt ist, ob nicht Teile des Amboss auch aus dem zweiten Kiemenbogen (Hyoidbogen) hervorgehen. Die Verknöcherung erfolgt beim Amboss analog zum Hammer, der Processus lenticularis wird beim Menschen erst am Ende des 5. Monats gebildet.
Der Steigbügel entsteht nach der Reichert-Gauppschen Theorie aus dem Hyoidbogen (Reichertscher Knorpel), wobei allerdings neuere Arbeiten darauf hindeuten, dass seine Fußplatte aus der Gehörkapsel entsteht, er also zwei embryonale Vorläufer hat. Die im Tierreich einmalige Form des Steigbügels bei den Säugetieren mit zwei Schenkeln (Crura stapedis) kommt zustande, weil sich der Steigbügel beim Embryo um die sich später zurückbildende Steigbügelarterie (Arteria stapedia) entwickelt. Der Steigbügel besitzt zwei Ossifikationszentren, in der Mitte jeden Schenkels eines. Die Verknöcherung beginnt beim menschlichen Fötus gegen Ende des 4. Monats, etwa Ende des 8. Monats sind Steigbügelkopf und Fußplatte verknöchert. Somit liegen die Gehörknöchelchen zum Zeitpunkt der Geburt als ausgewachsene und vollständig ossifizierte Knochen vor.
Die Reichert-Gauppsche Theorie wurde immer wieder angezweifelt. Otto vermutet derzeit nicht nachweisbare Materialverschiebungen des zweiten Kiemenbogens, welcher Ausgangspunkt aller drei Gehörknöchelchen sein soll, schließt also eine Beteiligung des ersten Kiemenbogens aus. Diese Hypothese gilt bislang allerdings als noch nicht bewiesene Vermutung.

## Funktion
Bei den Tieren mit einem Trommelfell haben die Gehörknöchelchen die Aufgabe, die Schwingungen des Trommelfells möglichst optimal an das Innenohr anzukoppeln sowie das Innenohr vor zu hohen Schalldrücken zu schützen.
Eine Ausnahme sind die Schildkröten, deren Trommelfell zu dick zum Schwingen ist. Bei den Tieren ohne Trommelfell dient die Columella lediglich der Weiterleitung von Vibrationen vom Skelett auf das Innenohr – diese Tiere sind weitestgehend taub. Die Columella der Reptilien dient meist der Schallweiterleitung und ist dann ein Knochenstab, der leicht gebaut ist, um diese Funktion nicht zu behindern. Bei einigen Reptilien wie den Fischsauriern (Ichthyosauria) und einigen Pelycosauriern (Pelycosauria) ist die Columella jedoch erheblich massiver gebaut und ihre Funktion im Gehörapparat unbekannt.

### Ankopplung des Trommelfells an das Innenohr
Um die als Perilymphe bezeichnete Flüssigkeit des Innenohrs zu Schwingungen anzuregen, sind wesentlich höhere Drücke und wesentlich kleinere Auslenkungen am ovalen Fenster erforderlich, als sie am Trommelfell auftreten. Da Luft eine wesentlich niedrigere Schallkennimpedanz als eine Flüssigkeit besitzt, würden bei einer direkten Kopplung der Luftschwingung nur 2 % der Schallleistung an die Perilymphe abgegeben, der Rest würde reflektiert werden.
Die Gehörknöchelchen dienen daher zusammen mit dem Trommelfell und der Vorhofmembran am ovalen Fenster als Impedanzwandler. Niedrige Schalldrücke und hohe Auslenkungen der Luft vor dem Trommelfell werden umgesetzt in hohe Drücke und niedrige Auslenkungen der Perilymphe am ovalen Fenster (Fenestra ovalis) des Innenohrs. Über das Trommelfell werden die akustischen Schwingungen im Gehörgang in mechanische Schwingungen der Gehörknöchelchen umgewandelt. Mittels der Basilarmembran werden die mechanischen Schwingungen der Gehörknöchelchen in Flüssigkeitsschwingungen der Perilymphe umgesetzt.
Das System ist im Normalfall so abgestimmt, dass die mechanische Impedanz des Systems Trommelfell-Gehörknöchelchen-Innenohr ziemlich genau der akustischen Impedanz des Gehörgangs entspricht, so dass ein Großteil der Schallleistung auf die Gehörknöchelchen übergeht. Gleiches gilt für die Ankopplung der Gehörknöchelchen an das Innenohr. Zwischen der sehr niedrigen mechanischen Impedanz am Trommelfell und der sehr hohen mechanischen Impedanz am Innenohr wirken die Gehörknöchelchen also als „Impedanztransformator“. Hierzu sind die Gehörknöchelchen als Hebelsystem ausgelegt, die niedrige Kräfte und hohe Auslenkungen (= niedrige Impedanz) am Trommelfell in hohe Kräfte und niedrige Auslenkungen (= hohe Impedanz) an der Vorhofmembran umsetzen.
Die Anpassung der Trommelfellschwingungen an die Eigenschaften des Innenohres ist im Normalfall optimal. Nahezu die gesamte Schallleistung, die in den Gehörgang dringt, wird an das Innenohr weitergegeben. Hierbei erhöht sich die ausgeübte Kraft vom Trommelfell bis zum ovalen Fenster etwa um den Faktor 90 und der Druck etwa um den Faktor 22. Das heißt: Wären Trommelfell und ovales Fenster starr verbunden, wäre die Schallübertragung um fast 30 Dezibel schlechter, leise Geräusche wären nicht mehr wahrnehmbar.
Das Flächenverhältnis zwischen Trommelfell und der Vorhofmembran im ovalen Fenster unterstützt die Impedanzwandlung. Die relativ große Fläche des Trommelfells führt zu relativ großen Kräften auf die Gehörknöchelchen. Die relativ kleine Fläche des ovalen Fensters wandelt die Kraft der Gehörknöchelchen in einen relativ großen mechanischen Druck auf die Perilymphe im Innenohr um.
Das Flächenverhältnis zwischen Trommelfell und Vorhofmembran beträgt beim Menschen ca. 64 mm² zu 3,2 mm², also etwa 20:1, betrachtet man jedoch nur den effektiv schwingenden Teil des Trommelfelles ohne den durch die Gehörgangswand bewegungseingeschränkten Teil beträgt das Verhältnis etwa 14:1, beim Haushund beträgt das Verhältnis 27:1. Dies ist der Grund, weshalb Hunde normalerweise viel besser hören als der Mensch.

### Schutzfunktion

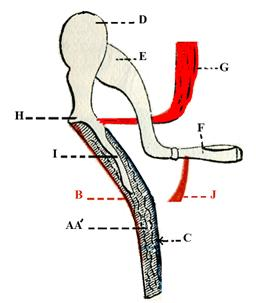
Muskeln in der Paukenhöhle

Mit Hilfe von zwei kleinen Muskeln kann der Auslenkungsgrad der Gehörknöchelchen verändert werden.
Der Musculus tensor tympani setzt am Hammer an und spannt das Trommelfell. Er schützt vor zu heftigen Bewegungen der Gehörknöchelchen und des Trommelfelles etwa beim Niesen.
Der Musculus stapedius setzt am Steigbügel an und verkantet die Steigbügelplatte im ovalen Fenster. Hierdurch verschlechtert sich die Ankopplung zwischen Trommelfell und Innenohr. Die Auslenkungen der Gehörknöchelchen sinken, die Schallleistung wird zum Teil nicht mehr auf das ovale Fenster, sondern an die umliegenden Knochen weitergegeben bzw. am Trommelfell reflektiert. Hierdurch erreicht nicht mehr die gesamte Schallleistung das Innenohr. Treten Schallpegel von mehr als 80 bis 100 dB SPL auf, kommt es zu einer reflektorischen Muskelanspannung des Musculus stapedius (Stapediusreflex). Der Stapediusreflex stellt einen Schutz für die empfindlichen Haarzellen des Innenohrs vor zu hohen Schalldrücken dar.
Da der Stapediusreflex zu einer Änderung der Impedanztransformation und damit zu Impedanzänderungen am Trommelfell führt, lässt er sich über akustische Impedanzmessungen am Gehörgang nachweisen.

### Filtercharakteristiken
Da das Mittelohr sowohl aus schwingenden Massen (Gehörknöchelchen) als auch aus Elastizitäten (Steife von Trommelfell, Vorhofmembran und der Gehörknöchelchen-Aufhängungen) besteht, wirkt das System als mechanischer Filter.
Das System ist aber so abgestimmt, dass im größten Teil des Hörbereichs hierdurch keine Beeinträchtigungen des Hörens entstehen. Lediglich an den Rändern des Hörbereichs haben die Filtercharakteristiken des Mittelohres wesentlicheren Einfluss.

## Krankheiten
Die krankhafte Verhärtung (Sklerose) der Membran, die die Steigbügelplatte im ovalen Fenster verankert, bezeichnet man als Otosklerose. Sie führt zu einer langsam zunehmenden Schwerhörigkeit, da sie die Schwingungsübertragung von der Gehörknöchelchenkette auf das Innenohr stark beeinträchtigt.